# Żyła śródkościa skroniowa przednia

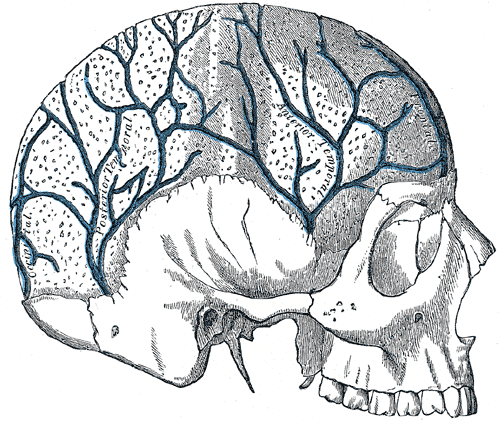
Żyły śródkościa. Żyła śródkościa skroniowa przednia podpisana Anterior Temporal.

Żyła śródkościa skroniowa przednia (łac. vena diploica temporalis anterior) – w anatomii człowieka jedna z żył śródkościa. Przebiega wewnątrz śródkościa w przedniej i środkowej części czaszki – w łusce czołowej kości czołowej i w kości ciemieniowej. Opuszcza śródkoście dwiema drogami, na zewnątrz czaszki, gdzie wpada do jednej z żył skroniowych głębokich, i do wewnątrz czaszki, gdzie wpada do zatoki klinowo-ciemieniowej.